# Хармони (город, Миннесота)
Хармони (англ. Harmony) — город в округе Филмор, штат Миннесота, США. На площади 2,9 км² (2,9 км² — суша, водоёмов нет), согласно переписи 2002 года, проживают 1080 человек. Плотность населения составляет 366,4 чел./км².
- Телефонный код города — 507
- Почтовый индекс — 55939
- FIPS-код города — 27-27188[1]
- GNIS-идентификатор — 0644677[2]